# Ahaetulla farnsworthi
Ahaetulla farnsworthi — вид змій родини полозових (Colubridae). Описаний у 2020 році.

## Назва
Вид названий на честь персонажа американського мультсеріалу «Футурама» професора Фарнсворта, як посилання на зусилля персонажа у відродженні гавкаючих змій від вимирання.

## Таксономія
Представників виду раніше відносили до Ahaetulla nasuta. Дослідження 2020 року показало, що A. nasuta є видовим комплексом, що складається з 5 видів: A. nasuta sensu stricto, A. borealis, A. farnsworthi, A. isabellina, та A. malabarica.

## Розповсюдження
Ендемік Індії. Поширений лише у штаті Карнатака) від Кодагу на північ до Агумбе і Кодачадрі.